# اییاس
اییاس دهستانی در استان آستوریاس اسپانیا است.
در این دهستان ۱٬۰۹۸ نفر زندگی می‌کنند. مساحت این دهستان ۲۵٫۵۱ کیلومتر مربع است.